# Pavla Brunčko
Pavla Brunčko, slovenska gledališka igralka, * 22. januar 1921, Tacen, † 28. januar 1999, Radovljica

## Življenje in delo
Pavla Brunčko, poročena je bila z igralcem Borisom Brunčkom, je bila udeleženka narodnoosvobodilne borbe in igralka Slovenskega narodnega gledališča na osvobojenem ozemlju. Po osvoboditvi se je zaposlila v mariborskem gledališču. Najprej je igrala naivke, kasneje pa se je razvila v izrazito karakterno igralko. V množici vlog je ustvarila dolgo vrsto sugestivnih komičnih pa tudi tragičnih vlog, precej tudi televizijskih in filmskih likov. Izmed vlog izstopajo: Linda v Millerjevi drami Smrt trgovskega potnika, Živka v Nušećivi komediji Gospa ministrica in Ona v Kmeclovi drami Intervju. Leta 1977 je prejela nagrado občinstva na Borštnikovem srečanju za vlogo Rezike v Mahničevem Že čriček prepeva in 1979 nagrado Prešernovega sklada za nastop v Kmeclovem Intervjuju.